# Cyrille Guimard

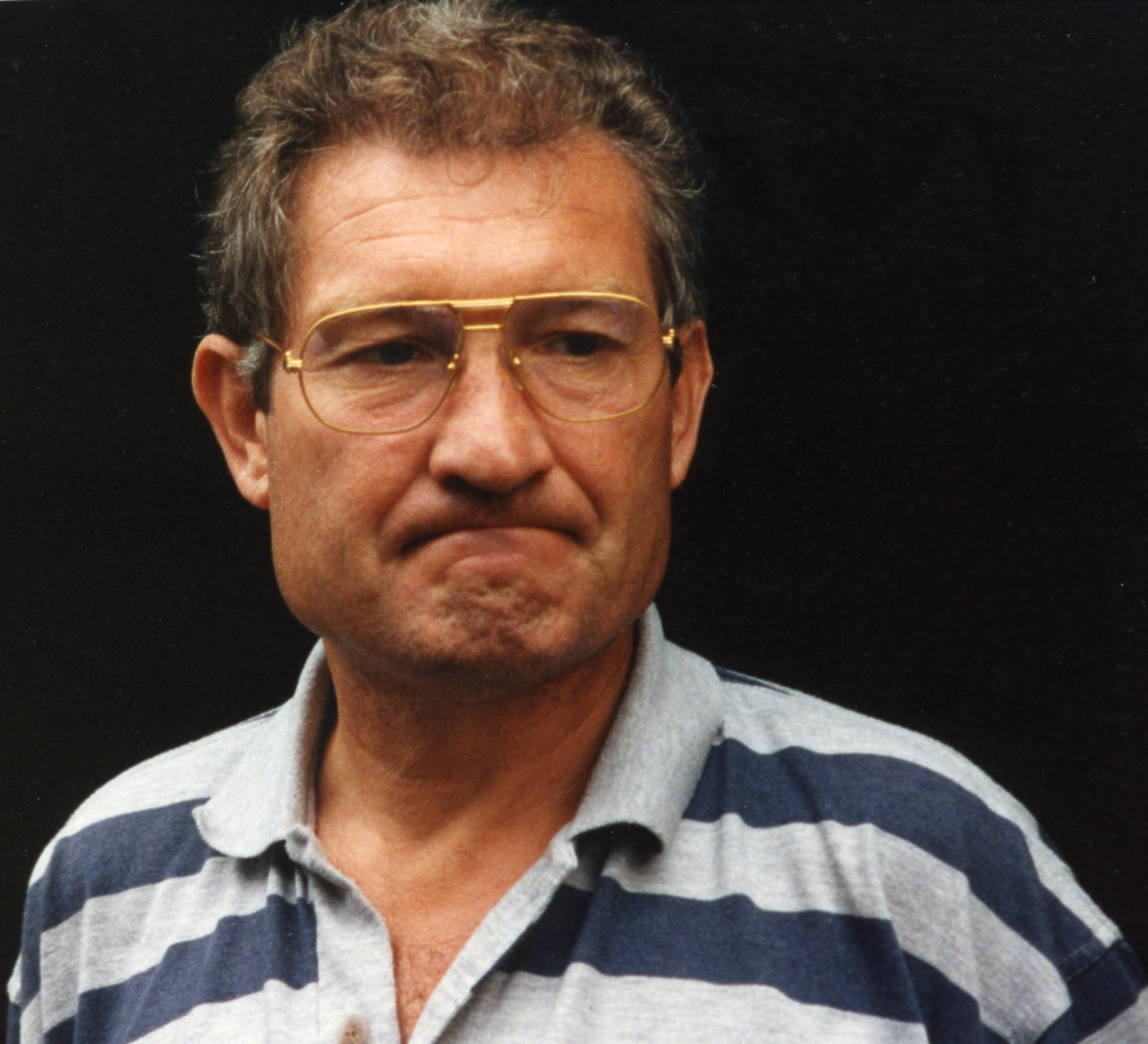
Cyrille Guimard (1993)

Cyrille Guimard (* 20. Januar 1947 in Bouguenais, Frankreich) ist ein ehemaliger französischer Radrennfahrer und späterer Sportlicher Leiter.

## Radrennfahrer
Bei den UCI-Straßen-Weltmeisterschaften 1966 auf dem Nürburgring belegte er im Straßenrennen der Amateure den 12. Platz. Bereits 1965 bestritt er für die französische Nationalmannschaft die Mexiko-Rundfahrt und gewann dort eine Etappe. 
Nachdem Guimard 1967 französischer Amateurstraßenmeister wurde, wechselte er 1968 ins Profilager. Neben weiteren französischen Meistertiteln im Sprint 1970 und Cyclocross 1976, war er vor allem im Straßenradsport erfolgreich. Er galt als Sprinter und gewann insgesamt sieben Etappen der Tour de France. Bei der Tour de France 1972 trug er vier Tage das Gelbe Trikot des Gesamtführenden und wurde dem späteren Sieger Eddy Merckx gefährlich, bevor er zwei Etappen vor dem Ende im Grünen Trikot die Rundfahrt wegen Sehnenscheidenproblemen im Knie aufgeben musste. 1968 und 1969 siegte er im Eintagesrennen Genua–Nizza. Im Bahnradsport gewann er 1972 das Sechstagerennen von Grenoble.
Er beendete seine Karriere zu Beginn des Jahres 1976.

## Sportlicher Leiter
Nach Ende seiner Karriere als Radrennfahrer wurde Guimard Sportlicher Leiter seines letzten Radsportteams Gitane-Campagnolo und übte diese Funktion seitdem auch für andere Mannschaften, darunter u. a. Renault-Elf, Système U bzw. Castorama und Cofidis aus.
Er entwickelte sich dabei zu einer der erfolgreichsten Teammanager im Straßenradsport und gewann mit seinen Fahrern insgesamt siebenmal die Tour de France: 1976 mit Lucien Van Impe, 1978, 1979, 1981 und 1982 mit Bernard Hinault sowie 1983 und 1984 mit Laurent Fignon. Seine Fachkompetenz und Motivationsfähigkeiten wurden von vielen Fahrern geschätzt. So bezeichnete Laurent Fignon Guimard als einen sehr großen Sportdirektor, zweifelte aber auch seine menschlichen Fähigkeiten an.

## Radsportfunktionär
Im Alter von 23 war Guimard Präsident des französischen Verbands der Radprofis, der Union Nationale des Coureurs Professionels. Später als Teammanager gründete er zusammen mit Roger Legeay den Teameigentümerverband AIGCP. Seine Kandidatur als Präsident des französischen Radsportverbands FFC im Jahr 2009 scheiterte eindeutig. Von 2017 bis 2019 war er Trainer der französischen Straßennationalmannschaft; sein Nachfolger wurde Thomas Voeckler.

## Größte Erfolge
1967
- Französischer Meister – Straße (Amateure)

1970
- Französischer Meister – Sprint
- eine Etappe Tour de France

1971
- zwei Etappen, Punkte- und Kombinationswertung Vuelta a España

1972
- Paris–Bourges
- Gesamtwertung und zwei Etappen Midi Libre
- vier Etappen und Prix de la combativité Tour de France

1973
- eine Etappe Critérium du Dauphiné Libéré
- eine Etappe Tour de France

1974
- eine Etappe Paris–Nizza
- eine Etappe Tour de France

1975
- Grand Prix Ouest France

1976
- Französischer Meister – Cross

## Teams
Rennfahrer
- 1968–1973 Mercier
- 1974 Merlin Plage-Shimano-Flandria
- 1975 Flandria
- 1976 Gitane-Campagnolo (bis 15. Februar)

Sportlicher Leiter
- 1976–1977 Gitane-Campagnolo
- 1978–1985 Renault-Gitane / Renault-Elf
- 1986–1988 Système U
- 1989–1995 Super U-Raleigh-Fiat / Castorama
- 1997 Équipe Cofidis
- seit 2007 Roubaix Lille Métropole